# Vega (wyspa)
Vega – wyspa położona w północnej części Ziemi Grahama. Jej powierzchnia wynosi 80 km². Ma kształt podłużny; liczy 32 km długości i 15 km szerokości (ułożona jest równoleżnikowo). Najwyższy punkt znajduje się w części zwanej Sandwich Bluff, leży 644 m n.p.m. W większej części wybrzeża występują klify, o wysokości około 150–200 m. Środkową część wyspy zajmuje pokrywa lodowa, w zachodniej części Vegi wznosząca się na wysokość prawie 460 m n.p.m. Na wyspie znajduje się formacja Lopez de Bertodano, z pokładami datowanymi na okres od kampanu do mastrychtu (późna kreda), w której odnaleziono m.in. skamieniałości kredowych ptaków (w tym Vegavis iaai) i pojedynczy ząb hadrozaura. Na wyspie występuje 29 lodowców.